# Sasbachwalden
Sasbachwalden – miejscowość i gmina uzdrowiskowa w Niemczech, w kraju związkowym Badenia-Wirtembergia, w rejencji Fryburg, w regionie Südlicher Oberrhein, w powiecie Ortenau, wchodzi w skład wspólnoty administracyjnej Achern. Leży na zachodnich obrzeżach Schwarzwaldu, ok. 20 km na północny wschód od Offenburga.

## Struktura powierzchni
Sasbachwalden, położone jest u stóp, po zachodniej stronie Hornisgrinde w północnej części Schwarzwaldu, i rozciąga się na wysokości od 172 do 1164 m n.p.m., pomiędzy Baden-Baden (25 km) a Offenburgiem (30 km). Większość, ponad 70% powierzchni gminy stanowią użytki leśne. Dzięki zachodniemu położeniu miejscowości (na słonecznym stoku Hornisgrinde), z wielu miejsc i szlaków wędrownych rozciąga się wspaniały pejzaż na winnice, dolinę Renu, Alzację i oddalony o około 30 km Strasburg i góry Wogezy.

## Sąsiednie gminy
Gmina Sasbachwalden graniczy od północnej strony z miejscowością Lauf, od wschodu z Forbach, miejscowością należącą do powiatu Rastatt, od południa z Seebach i Kappelrodeck, a od zachodniej strony z miastem Achern i gminą Sasbach.

## Historia
Pierwsze, oficjalne wzmianki sięgają roku 1347, jednak w tym czasie nie można jeszcze uznać Sasbachwalden jako zorganizowanej, zamkniętej miejscowości; jedynie jako związek wieku małych wiosek i pojedynczych zabudowań mieszkalnych. W roku 1817 zostały nadane Sasbachwalden prawa komunalne. Miejscowość należała przez długi czas do powiatu Bühl. Od 1973 roku Sasbachwalden zmieniło swoją przynależność do powiatu Ortenau.
W maju 1983 roku doszło w gminie do nieszczęśliwego, autobusowego wypadku, w którym zginęło sześciu żołnierzy należących do brytyjskiego Royal Air Force, a 30 kolejnych zostało rannych.

## Polityka
Administracyjnie gmina przynależy do oddalonego do wspólnoty administracyjnej Achern.
Gmina przynależy do Sądu Okręgowego w Achern.

## Rada gminna
Wyniki wyborów komunalnych z 13 czerwca 2004 roku:
1. FWG (Wolne Zrzeszenie Wspólnoty) 52,3% (+7,6%) - 6 miejsc (+1)
2. CDU (Unia Chrześcijańsko-Demokratyczna) 47,7% (-7,6%) - 6 miejsc (-1)

## Współpraca
Miejscowości partnerskie:
- Villié-Morgon, Francja

## Gospodarka
Głównym źródłem dochodów gminy jest turystyka, uprawa winorośli i drzew owocowych, produkcja słynnej schwarzwaldzkiej wiśniówki oraz ręczna obróbka drzewna. Rokrocznie wybierana jest królowa Wina Badeńskiego.

## Transport
Przez Sasbachwalden prowadzi lokalna droga L86, która łączy Achern poprzez Sasbachwalden ze słynną, najwyżej położoną niemiecką drogą krajową B500 - Schwarzwaldhochstrasse.

## Turystyka
Sasbachwalden słynie z typowych dla tego rejonu zabudowań i domów mieszkalnych, tzw. domów z muru pruskiego. W każdym oknie zwisają przepiękne czerwono-różowe pelargonie tworząc bajkowy obraz, znany z książek z obrazkami. Na wieku turystów czeka bardzo duża i zróżnicowana baza noclegowa. Większość to kwatery prywatne, pensjonaty i małe prywatne hotele. Główną atrakcją jest turystyka piesza. Dla miłośników wędrówek czeka ok. 600 km dobrze oznakowanych szlaków wędrownych. Wiodą one przez mroczne góry, tajemnicze lasy i aromatyczne, wielobarwne winorośla. Podczas wielu wędrówek można podziwiać najpiękniejsze krajobrazy, wschody i zachody słońca. Sasbachwalden to miejscowość, która została już wielokrotnie odznaczona i uznana za najpiękniejszą wioskę niemiecką. 
Zimą dla amatorów sportów zimowych czekają oddalone o ok. 10 km liczne wyciągi narciarskie z dobrze przygotowanymi zjazdami. Bardzo dobrze zorganizowane i utrzymane są szlaki dla biegu płaskiego.

## Uprawa winorośli
Uprawa winorośli to drugie po turystyce ważne źródło dochodów dla gminy. W Sasbachwalden są trzy przetwórnie wina: Alde Gott, Vierthaler i Klostergut Schelzberg.

## Edukacja
W samym centrum Sasbachwalden znajduje się przedszkole i szkoła podstawowa. Gimnazjum i wyższe szkoły są w oddalonym o 7 km Achern i Sasbach.